# 책벌레 공주
책벌레 공주(일본어: 虫かぶり姫)는 유이(작가), 시이나 사츠키(일러스트)가 원작한 일본의 소설 작품이다. 「소설가가 되자」에서 2015년 9월부터 2022년 1월까지 웹 소설로 발간되었고. 2016년 7월부터 서적판이 아이리스 NEO(이치진샤)로부터 간행되고 있다. 2021년 5월 현재 전자판을 포함한 시리즈 누계 발행 부수는 200만 부를 돌파했다.
『코믹 ZERO-SUM』(이치진샤)에서 키쿠타 유이에 의한 코미컬 라이즈판이 2018년 10월호부터 연재되고 있다.
텔레비전 애니메이션은 매드하우스에서 만들어 AT-X 등에서 2022년 10월 6일부터 방영하고 있다.